# Wappen Kiribatis
Das Wappen Kiribatis wurde im Jahr 1979 angenommen.

## Beschreibung

Flagge Kiribatis

Im geteilten Wappen ist oben ein goldener Fregattvogel über aufgehender Sonne auf einem roten Feld und darunter drei blaue gewellte Streifen in Silber (Symbol des Pazifiks) zu sehen.
Auf dem Band unterhalb des Wappens steht das Motto des Staates:
„Te Mauri Te Raoi Ao Te Tabomoa“
(Gesundheit, Frieden und Wohlstand)
Das gleiche Motiv ist – ohne Motto – auch auf der Flagge Kiribatis zu sehen.

## Symbolik
Die Wellen stehen für den Pazifischen Ozean. Die Sonne soll die goldene Zukunft des unabhängigen Staates symbolisieren.  Der Fregattvogel ist der Nationalvogel Kiribatis.

## Geschichte
Am 1. Mai 1937 verlieh König Georg VI. von Großbritannien der damals noch britischen Kolonie der Gilbert- und Elliceinseln (Gilbert and Ellice Islands Colony) ein Wappen.
Das Spruchband trug auf Kiribatisch und Tuvaluisch das Motto:
„Fürchte Gott und ehre den König.“
Im Jahr 1979 wurde dieses Wappen mit neuem Spruch das offizielle Wappen Kiribatis.